# Ladoga rufoanulata
Ladoga rufoanulata är en fjärilsart som beskrevs av Ruggero Verity 1950. Ladoga rufoanulata ingår i släktet Ladoga och familjen praktfjärilar. Inga underarter finns listade i Catalogue of Life.